# African American Civil War Memorial

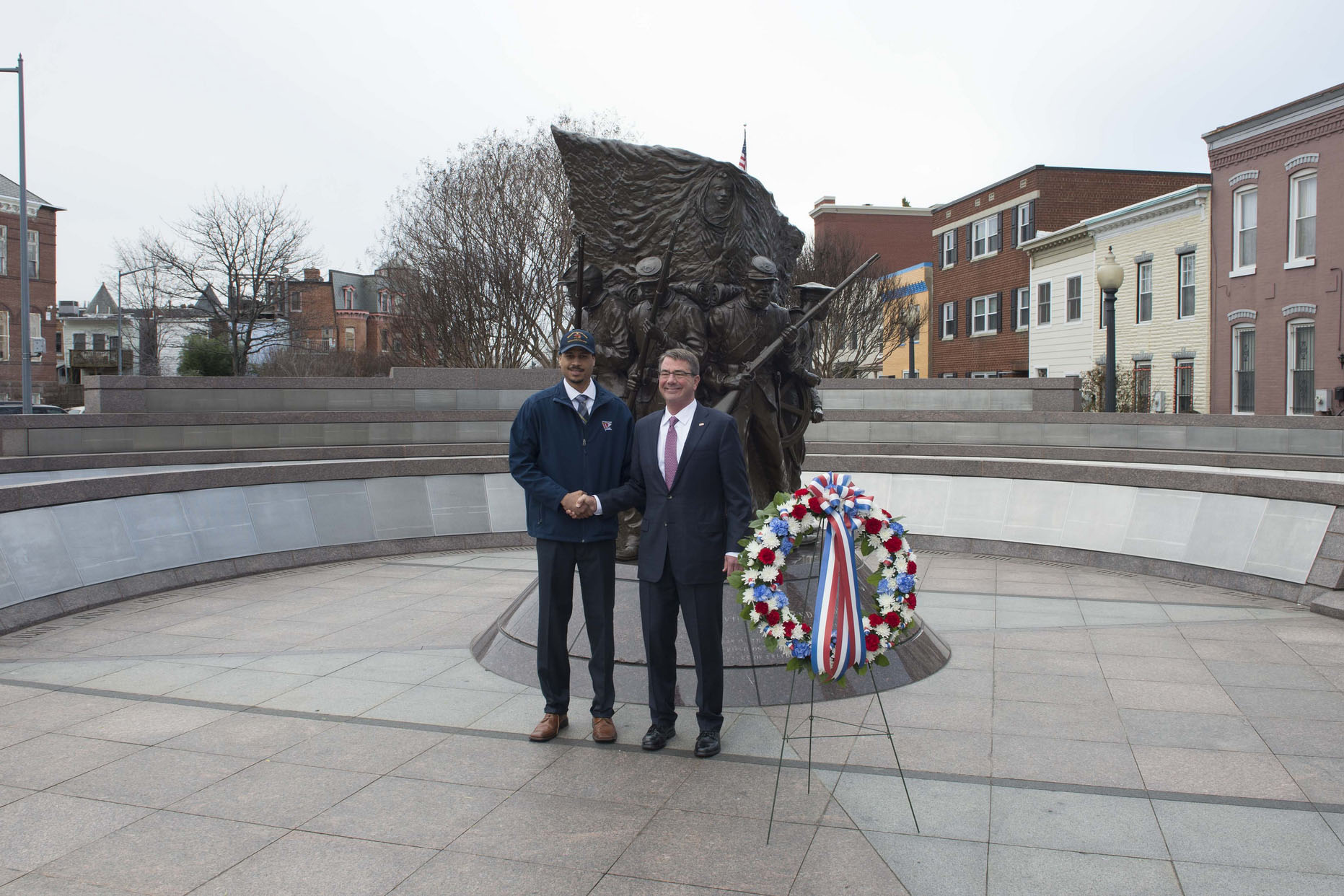
African American Civil War Memorial

Das African American Civil War Memorial an der Ecke zu Vermont Avenue und U Street Corridor in Washington, D.C. gedenkt der 209.145 afroamerikanischen Soldaten und Matrosen, die auf Seiten der Union im Sezessionskrieg kämpften. Die Gedenkstätte befindet sich am östlichen Eingang zu der U St/African-Amer Civil War Memorial/Cardozo Metro Station.
Die Skulptur The Spirit of Freedom wurde von Edward „Ed“ Norton Hamilton, Jr. geschaffen und 1997 vollendet. Die Gedenkstätte wurde durch die African American Civil War Memorial Freedom Foundation and Museum ausgestaltet und am 27. Oktober 2004 an den National Park Service übertragen.
Seit 1999 besteht ein zugehöriges Museum, das ursprünglich zwei Blocks westlich vom Denkmal in der historischen U Street Nachbarschaft lag. Seit 2011 befindet es sich in dem Gebäude direkt gegenüber der Skulptur in der 1925 Vermont Ave NW.